# Gran Premi d'Hongria del 2006

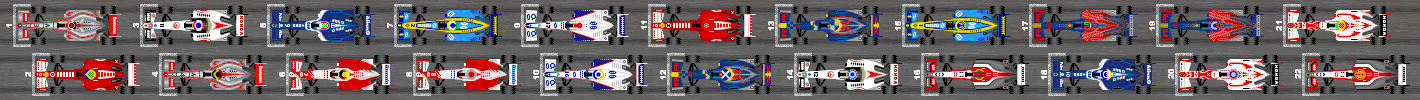
Graella de sortida.

Resultats del Gran Premi d'Hongria de 2006 disputat a Hungaroring el 6 d'agost del 2006. En aquesta cursa, en Pedro de la Rosa aconseguí el seu millor resultat: assolí el segon lloc en el podi final.

## Classificació

### Qualificació per la graella de sortida
| Pos. | Pilot                | Equip               | Part 3   | Part 2   | Part 1   |
| ---- | -------------------- | ------------------- | -------- | -------- | -------- |
| 1    | Kimi Räikkönen       | McLaren - Mercedes  | 1.19.599 | 1.19.704 | 1.20.080 |
| 2    | Felipe Massa         | Ferrari             | 1.19.886 | 1.19.504 | 1.19.742 |
| 3    | Rubens Barrichello   | Honda               | 1.20.085 | 1.19.783 | 1.21.141 |
| 4    | Jenson Button*       | Honda               | 1.20.092 | 1.19.943 | 1.20.820 |
| 5    | Pedro de la Rosa     | McLaren - Mercedes  | 1.20.117 | 1.19.991 | 1.21.288 |
| 6    | Mark Webber          | Williams - Cosworth | 1.20.266 | 1.20.047 | 1.21.335 |
| 7    | Ralf Schumacher      | Toyota              | 1.20.759 | 1.20.243 | 1.21.112 |
| 8    | Giancarlo Fisichella | Renault             | 1.20.924 | 1.20.154 | 1.21.370 |
| 9    | Jarno Trulli         | Toyota              | 1.21.132 | 1.20.231 | 1.21.434 |
| 10   | Robert Kubica        | Sauber - BMW        | 1.22.049 | 1.20.256 | 1.20.891 |
| 11   | Nick Heidfeld        | Sauber - BMW        |          | 1:20.623 | 1:21.437 |
| 12   | Michael Schumacher   | Ferrari             |          | 1:20.875 | 1:21.440 |
| 13   | David Coulthard      | RBR - Ferrari       |          | 1:20.890 | 1:21.163 |
| 14   | Christian Klien      | RBR - Ferrari       |          | 1:21.207 | 1:22.027 |
| 15   | Fernando Alonso      | Renault             |          | 1:21.364 | 1:21.792 |
| 16   | Tiago Monteiro       | MF1 - Toyota        |          | 1:23.767 | 1:22.009 |
| 17   | Vitantonio Liuzzi    | STR - Cosworth      |          |          | 1:22.068 |
| 18   | Nico Rosberg         | Williams - Cosworth |          |          | 1:22.084 |
| 19   | Scott Speed          | STR - Cosworth      |          |          | 1:22.317 |
| 20   | Takuma Sato          | Aguri - Honda       |          |          | 1:22.967 |
| 21   | Christijan Albers*   | MF1 - Toyota        |          |          | 1:23.146 |
| 22   | Sakon Yamamoto       | Aguri - Honda       |          |          | 1:24.016 |

- Button i Alberts han estat penalitzats amb 10 llocs de la graella per canviar el motor.

### Cursa
| Pos | No | Pilot                | Equip               | Voltes | Temps/ Retirada        | Pos. de sortida | Punts |
| --- | -- | -------------------- | ------------------- | ------ | ---------------------- | --------------- | ----- |
| 1   | 12 | Jenson Button        | Honda               | 70     | 1h 52' 20. 941         | 14              | 10    |
| 2   | 4  | Pedro de la Rosa     | McLaren - Mercedes  | 70     | + 30.837 s             | 4               | 8     |
| 3   | 16 | Nick Heidfeld        | Sauber - BMW        | 70     | + 43.822 s             | 10              | 6     |
| 4   | 11 | Rubens Barrichello   | Honda               | 70     | + 45.205 s             | 3               | 5     |
| 5   | 14 | David Coulthard      | RBR - Ferrari       | 69     | + 1 Volta              | 12              | 4     |
| 6   | 7  | Ralf Schumacher      | Toyota              | 69     | + 1 Volta              | 6               | 3     |
| 7   | 6  | Felipe Massa         | Ferrari             | 69     | + 1 Volta              | 2               | 2     |
| 8   | 5  | Michael Schumacher   | Ferrari             | 67     | Suspensions (a 3 v.)   | 11              | 1     |
| 9   | 18 | Tiago Monteiro       | MF1 - Toyota        | 67     | + 3 Voltes             | 16              |       |
| 10  | 19 | Christijan Albers    | MF1 - Toyota        | 67     | + 3 Voltes             | 22              |       |
| 11  | 21 | Scott Speed          | STR - Cosworth      | 66     | + 4 Voltes             | 20              |       |
| 12  | 8  | Jarno Trulli         | Toyota              | 65     | Motor (a 5 v.)         | 8               |       |
| 13  | 22 | Takuma Sato          | Aguri - Honda       | 65     | + 5 Voltes             | 19              |       |
| Ret | 1  | Fernando Alonso      | Renault             | 51     | Pèrdua cargol roda     | 15              |       |
| Ret | 3  | Kimi Räikkönen       | McLaren - Mercedes  | 25     | Accident               | 1               |       |
| Ret | 20 | Vitantonio Liuzzi    | STR - Cosworth      | 25     | Accident               | 17              |       |
| Ret | 10 | Nico Rosberg         | Williams - Cosworth | 19     | Part elèctrica         | 18              |       |
| Ret | 2  | Giancarlo Fisichella | Renault             | 18     | Virolla                | 7               |       |
| Ret | 15 | Christian Klien      | RBR - Ferrari       | 6      | Virolla                | 13              |       |
| Ret | 9  | Mark Webber          | Williams - Cosworth | 1      | Accident               | 5               |       |
| Ret | 23 | Sakon Yamamoto       | Aguri - Honda       | 0      | Motor                  | 21              |       |
| DSQ | 17 | Robert Kubica        | BMW - Sauber        | 69     | Pes inferior al permès | 9               |       |

## Altres
- Volta ràpida: Felipe Massa 1: 23. 516
- Robert Kubica ha estat desqualificat pels comissaris després de la cursa per no arribar el seu monoplaça al pes mínim legal.